# Cyprian Bazylik
Cyprian Bazylik, né vers 1535 à Sieradz et mort en 1600, est un écrivain, poète, compositeur et imprimeur polonais.

## Biographie
Cyprian Bazylik naît vers 1535 à Sieradz.
Il étudie à l'Académie de Cracovie en 1550-1551 et travaille ensuite pendant un certain temps dans la chancellerie du roi Sigismond II August. Il est auteur de nombreux airs spirituels. Dans les volumes imprimés de musique, il est désigné sous les initiales de "C. B." et "C.S."; le 1er septembre 1557, il est fait chevalier et admis dans la famille d'Heraklides Jakub Basilikos. En 1558, il s'installe en Lituanie et travaille à Wilno (aujourd'hui Vilnius) et Brześć Litewski (aujourd'hui Brest) comme membre de la cour du duc Mikołaj Radziwiłł. Il est principalement engagé comme musicien, mais plus tard, il travaille comme écrivain et comme traducteur de publications calvinistes. En 1569-1570, il possède une imprimerie à Brześć Litewski et fait partie de la famille d'Albrecht Łaski, le voïvode de Sieradz. Par la suite, avec l'aide financière du roi, il poursuit son travail de traducteur, principalement d'ouvrages latins sur l'histoire et la politique; il écrit également quelques poèmes.
Il meurt en 1600.